# Komańcza
Komańcza (łem. Команча, ukr. Команча) – wieś w południowo-wschodniej Polsce położona w województwie podkarpackim, w powiecie sanockim, w gminie Komańcza. Leży w Dolinie rzeki Osławicy i potoku Barbarka (dawniej Kumaniecki Potok). Siedziba gminy Komańcza.
Wieś królewska Komancza położona na przełomie XVI i XVII wieku w ziemi sanockiej województwa ruskiego, w drugiej połowie XVII wieku należała do starostwa krośnieńskiego. W latach 1954–1972 wieś należała i była siedzibą władz gromady Komańcza. W latach 1975–1998 miejscowość administracyjnie należała do województwa krośnieńskiego.
Wieś leży na szlaku architektury drewnianej województwa podkarpackiego.

## Części wsi
| SIMC    | Nazwa        | Rodzaj    |
| ------- | ------------ | --------- |
| 0354301 | Dolny Koniec | część wsi |
| 0354318 | Górny Koniec | część wsi |
| 0354324 | Letnisko     | część wsi |

## Historia
Pierwsza wzmianka o wsi Komanycza, Crziemyenna pochodzi z 1512.
Lustracja królewszczyzny z 1565 roku stwierdza w Komańczy 21 rodzin obrabiających 11 i 3/4 łana ziemi. Ponadto obrabiany był tu jeden łan kniazia i jeden popowski. Po najeździe w 1657 r. wojsk siedmiogrodzkich Jerzego II Rakoczego, który ograbił te tereny, w Komańczy żyło tylko kilka rodzin obrabiających tylko dwa łany. W 1686 r. ponownej grabieży dokonali węgierscy tołchaje, rabując wszystko co się dało.
W latach 1340–1772 na terenie ziemi sanockiej w województwie ruskim Korony Królestwa Polskiego. Następnie, po I rozbiorze Polski w 1772 roku, na obszarze zaboru austriackiego (Galicja). W latach 1772–1852 znajdowała się w cyrkule leskim, później sanockim, a po likwidacji galicyjskich cyrkułów w powiecie sanockim od 1867 roku. W początkach maja 1849, w czasie Wiosny Ludów, rozegrała się tu zwycięska bitwa partyzantów polskich nad wojskami Austrii. W połowie XIX wieku właścicielem posiadłości tabularnej w Komańczy był Alfred Lubaczewski. W 1911 właścicielem tabularnym był Józef Mikołaj Potocki, posiadający 497 ha. Do 1914 powiat sądowy w Sanoku, gmina Bukowsko.
W pierwszych dniach listopada 1918 łemkowska ludność z Komańczy oraz okolicznych miejscowości, za zachętą agitatorów przysyłanych przez rząd Zachodnioukraińskiej Republiki Ludowej, opanowała linie kolejowe od Zagórza do Łupkowa oraz od Zagórza do Chyrowa i ogłosiła powstanie tzw. Republiki Komańczańskiej. Na jej czele stanął jako „prezydent” miejscowy kupiec Andrij Kyr, a „stolicą” została Komańcza. Samozwańcza republika istniała do rozpoczęcia ofensywy Wojska Polskiego 27 stycznia 1919 r.
W okresie międzywojennym stacjonował w miejscowości komisariat Straży Granicznej. Przed wybuchem II wojny światowej Komańcza była wsią o większej różnorodności, gdyż zamieszkiwali ją Polacy, Łemkowie i w mniejszej ilości także Żydzi. Niewielka społeczność żydowska została zamordowana w trakcie wojny podczas okupacji niemieckiej, a ludność łemkowska uległa w większości wysiedleniu po wojnie.
Do 12 września 1939 na obszarze powiatu sanockiego województwa lwowskiego, wieś stanowiła garnizon macierzysty Batalionu KOP „Komańcza”. W 1939 Batalion KOP „Komańcza” w ramach 2 pułku piechoty KOP „Karpaty” toczył walki obronne. Prawie wszystkich Żydów Niemcy wywieźli do obozu zagłady w Zasławiu. Od października 1939 do sierpnia 1944 wieś była siedzibą urzędu gminy w powiecie sanockim (Landkreis Sanok). Dziś warto zwiedzić m.in. miejsce katastrofy samolotu z okresu II wojny światowej.
Okupację niemiecką Komańczy zakończyli 24 września 1944 roku żołnierze radzieccy z 107 Korpusu Strzeleckiego dowodzeni przez gen. D. Gordiejewa i 11 Korpusu Strzeleckiego dowodzeni przez gen. M. Zaporoszczenkę. Oba korpusy należały do 1 Gwardyjskiej Armii.
W 1945 r. na bazie 34 pułku piechoty powstała tu 38. Komenda Odcinka Komańcza, działająca w strukturze 9 Oddziału Ochrony Pogranicza. W latach 1945–1946 nacjonaliści ukraińscy z OUN-UPA zamordowali w Komańczy 11 Polaków, w tym dwie nauczycielki: Ludwikę Drozd i Marię Kułak. Spalili także urząd gminy i strażnicę WOP. Napady ustały dopiero po zakończeniu operacji wojskowej "Wisła" w 1947 r. Od tej pory wieś zamieszkują niemal wyłącznie Polacy, a Łemkowie/Ukraińcy stanowią zaledwie kilka procent jej mieszkańców.
Od 29 października 1955 r. do 28 października 1956 r. Komańcza była miejscem internowania prymasa Polski kardynała Stefana Wyszyńskiego. Poświęcona mu izba pamięci mieści się w klasztorze sióstr Nazaretanek.

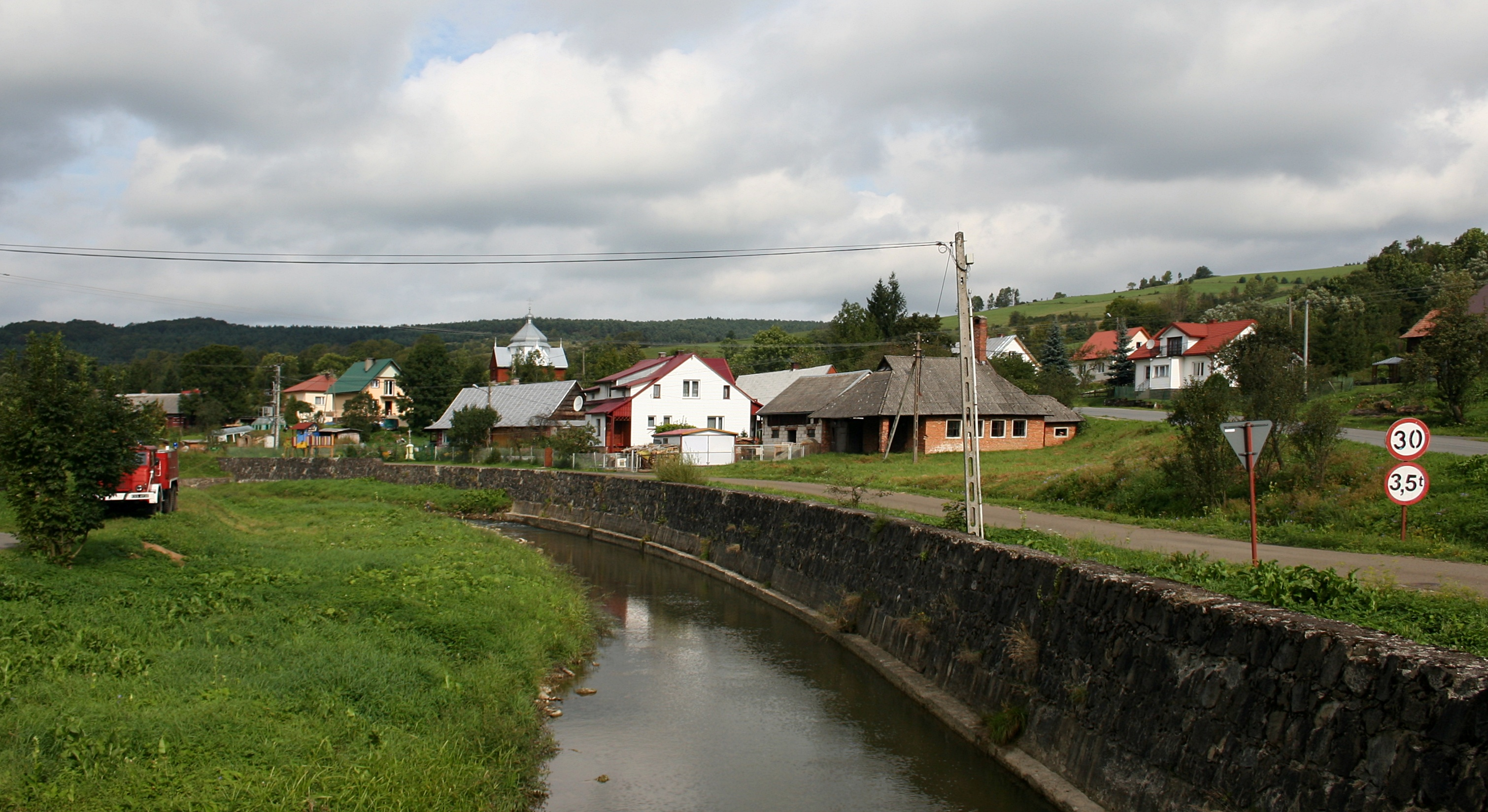
Widok wsi. Na pierwszym planie potok Barbarka
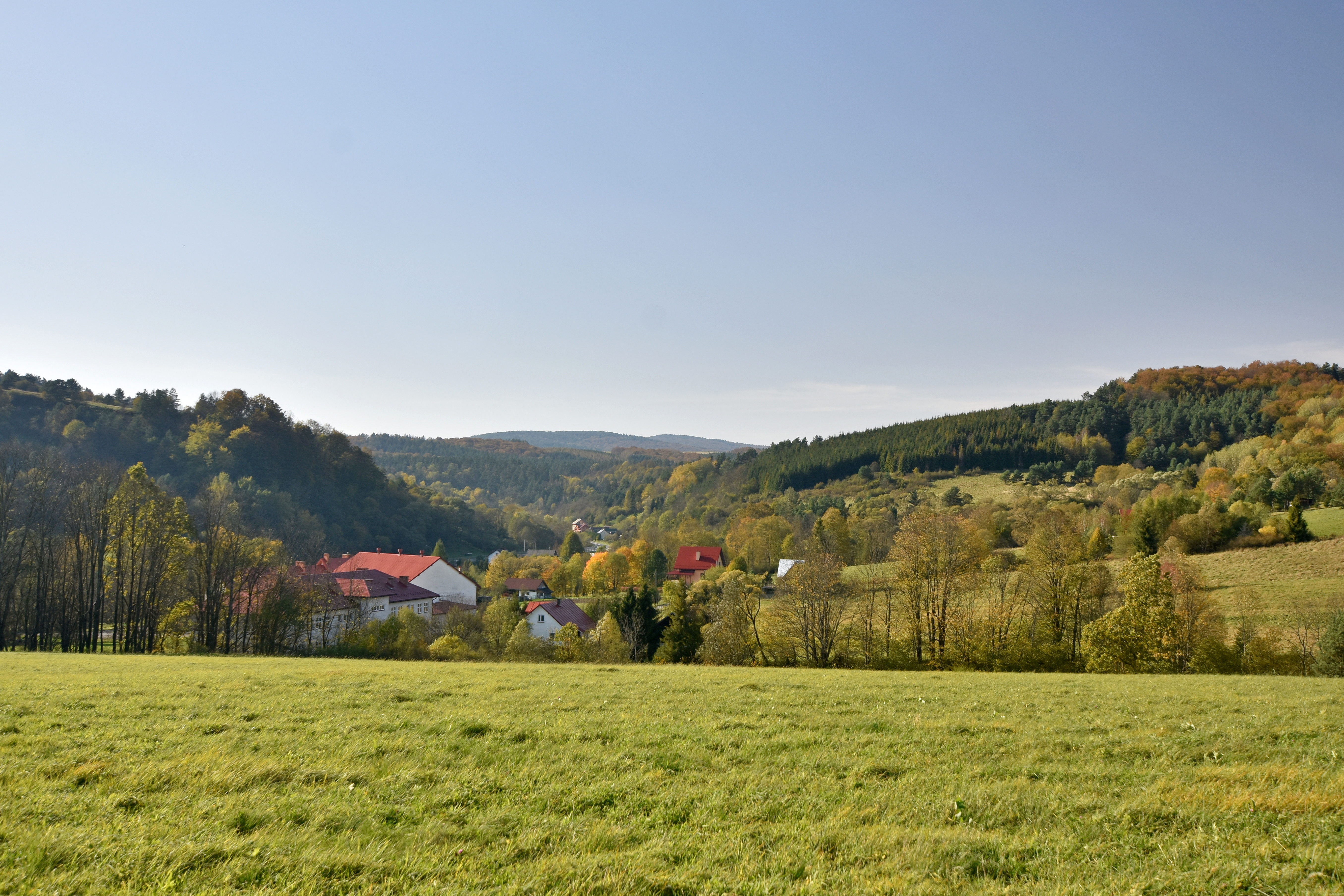
Widok na wieś zachodnią
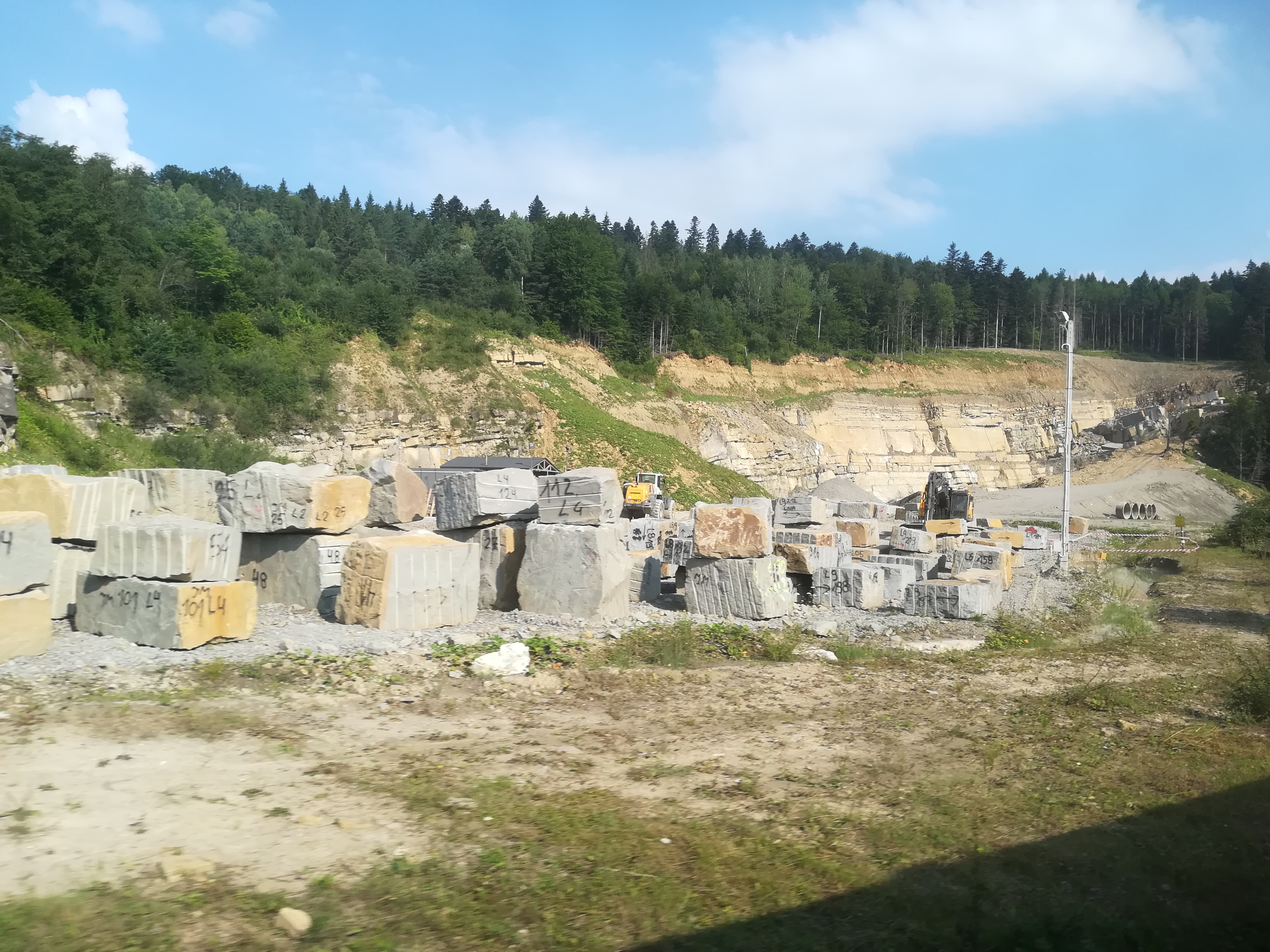
Kamieniołom

Toponimia
- locandi de novo villiam super fluvio Komanycza dicto, que villam vocabitur Crziemyenna ... in fluvium Comancza – 1512
- de Komancza – rok 1524
- z Komańczej, w Komańczy – 1561
- z Komańcze – 1621
- wsi Komanczy – 1786
- Komancza – 1794
- Komanča – 1860
- Komańcza – XIX wiek

Nazwa miejscowości może sięgać okresu staroruskiego, wieś miała się nazywać Krzemienna (przymiotnik krzemienny – „kamienisty”), lecz z czasem przyjęła się nazwa Komańcza, od nazwy rzeki Komańcza, później Kumanieckiego Potoku (dawniej Barburka; obecnie Barbarka). Nazwa może pochodzić od starosłowiańskiego *Komanec – „członek plemienia turańskiego Ko(u)manów, inaczej Połowców, żyjącego na terenie Rusi w XI–XIII w.” Miejscowość leżała przy starym szlaku handlowym Sanok – Przełęcz Łupkowska. Ewentualnie nazwa pochodzi od nazwy osobowej Komanec (Koman, n.os. notowana w XV wieku w pobliskiej wsi Szczawne – która z kolei może pochodzić j.w.) z sufiksem -ja.

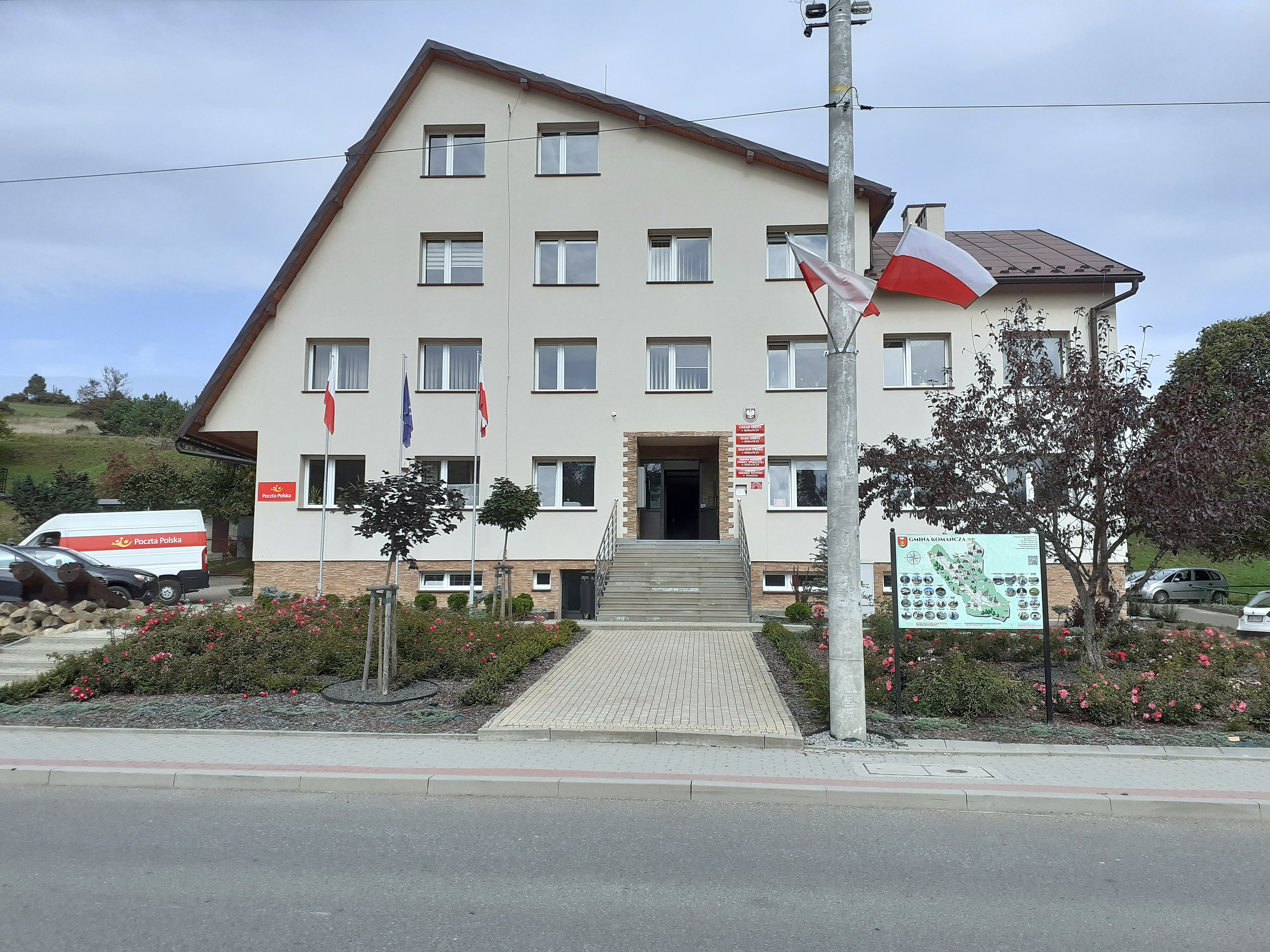
Urząd Gminy
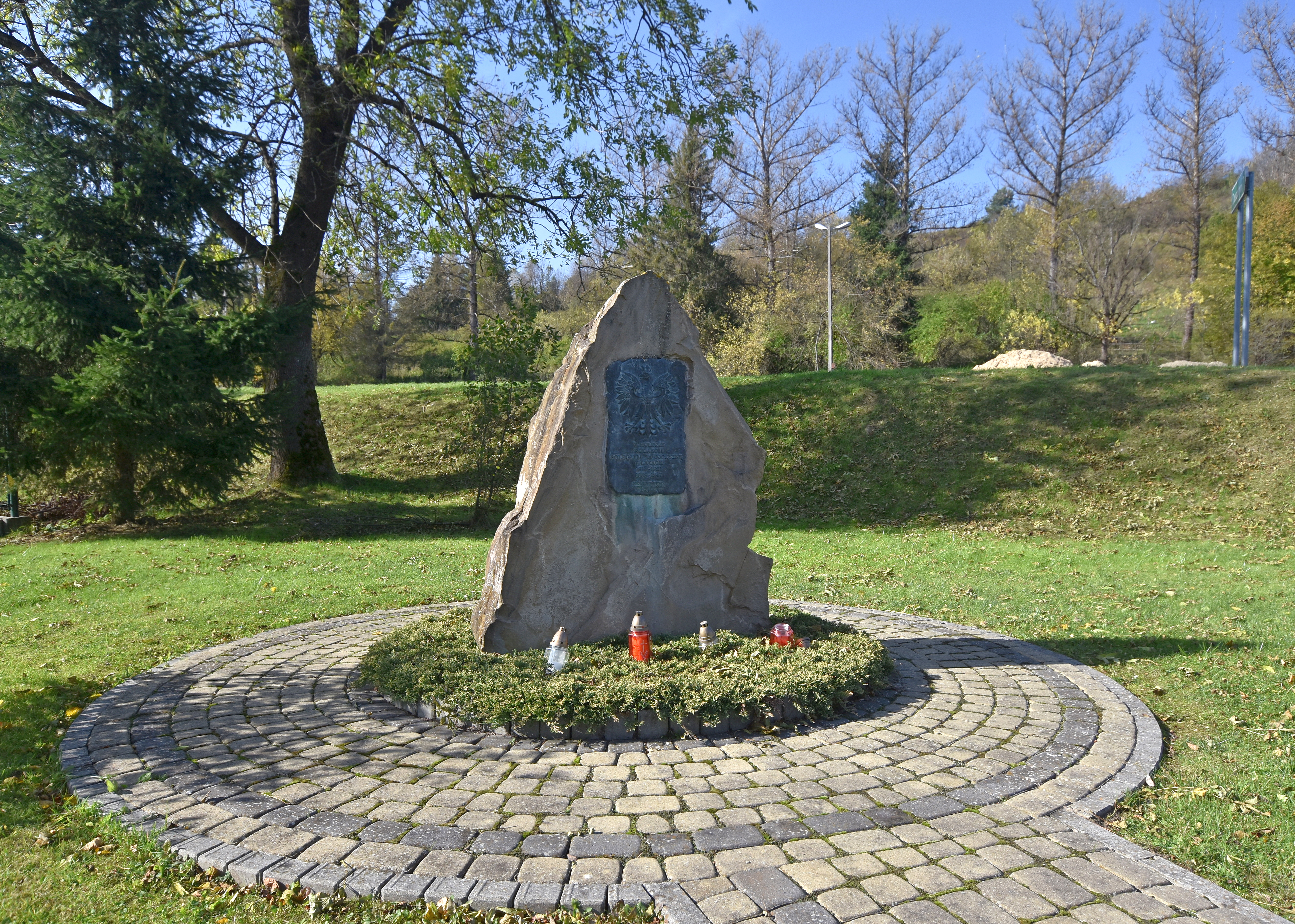
Pomnik ofiar wojen
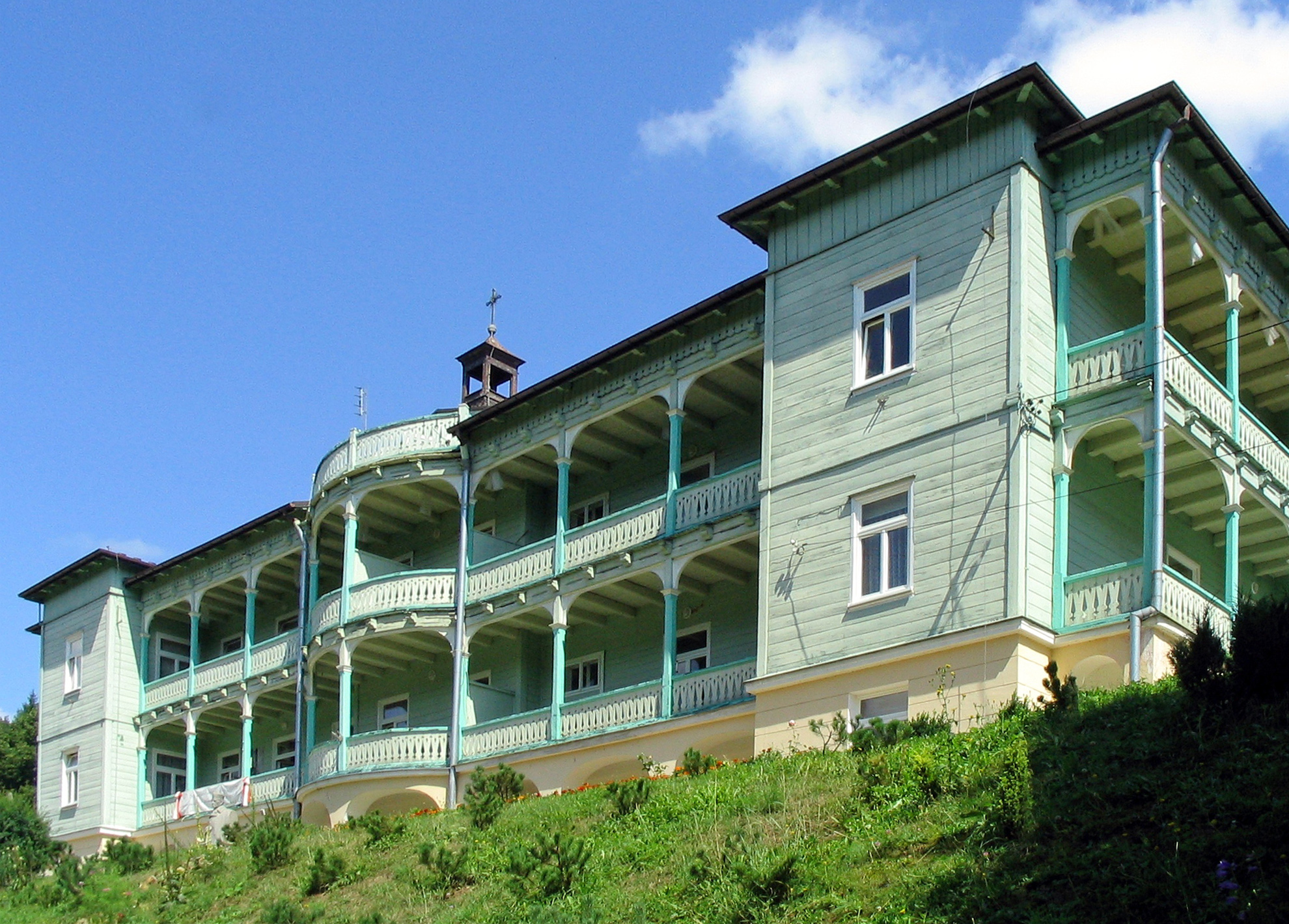
Klasztor nazaretanek

## Zabytki
Na terenie Komańczy znajdują się następujące zabytki (według wykazu NID na 30 czerwca 2021):
- Cerkiew parafialna Opieki Matki Bożej wybudowana w latach 1800–1803 (dawna greckokatolicka, od 1963 cerkiew prawosławna). 13 września 2006 cerkiew spłonęła; udało się uratować jedynie wolnostojącą dzwonnicę. Oryginalne wyposażenie cerkwi uległo zniszczeniu. Świątynia została odbudowana w latach 2008–2010. Wyremontowano wtedy także dzwonnicę i ogrodzenie. Obecnie wewnątrz znajduje się współczesna kopia ikonostasu z 1832 autorstwa Afanazego Rużiłowicza, który był przeniesiony do cerkwi w Komańczy z Wołosianki. Ochroną objęto także dzwonnicę, ogrodzenie i cmentarz cerkiewny.
- Klasztor Nazaretanek wzniesiony w latach 1927–1931. W okresie od 29 października 1955 do 28 października 1956 w klasztorze internowany był prymas Polski Stefan Wyszyński. Tutaj prymas napisał tekst Jasnogórskich Ślubów Narodu Polskiego.

Inne obiekty historyczne to:
- Cmentarz wojenny z okresu I wojny światowej założony w latach 1915–1916, znajdujący się przy stacji PKP Komańcza Letnisko.
- Kościół św. Józefa, rzymskokatolicki z 1927, odbudowany po pożarze w 1944 w latach 1949–1950.
- Drewniana willa z lat 1933–1934, w której po wojnie urządzono schronisko turystyczne, od 2010 Leśna Willa PTTK im. Ignacego Zatwarnickiego.
- Cerkiew parafialna Opieki Matki Bożej, greckokatolicka. Została przeniesiona do Komańczy ze wsi Dudyńce i w latach 1985–1988 tu odtworzona, ale znacznie przekształcona w stosunku do oryginału. Przy cerkwi znajdowało się do niedawna muzeum kultury łemkowskiej, jednak brak miejsca spowodował, że zostało ono zlikwidowane. Sprzęt codziennego użytku Łemków, który znajdował się w muzeum, został częściowo przeniesiony do skansenu w Sanoku, a częściowo rozdany ludziom.
- Pomnik w hołdzie poległym za ojczyznę w latach 1914–1921 i 1939–47 z 2010 ustawiony w centrum miejscowości.

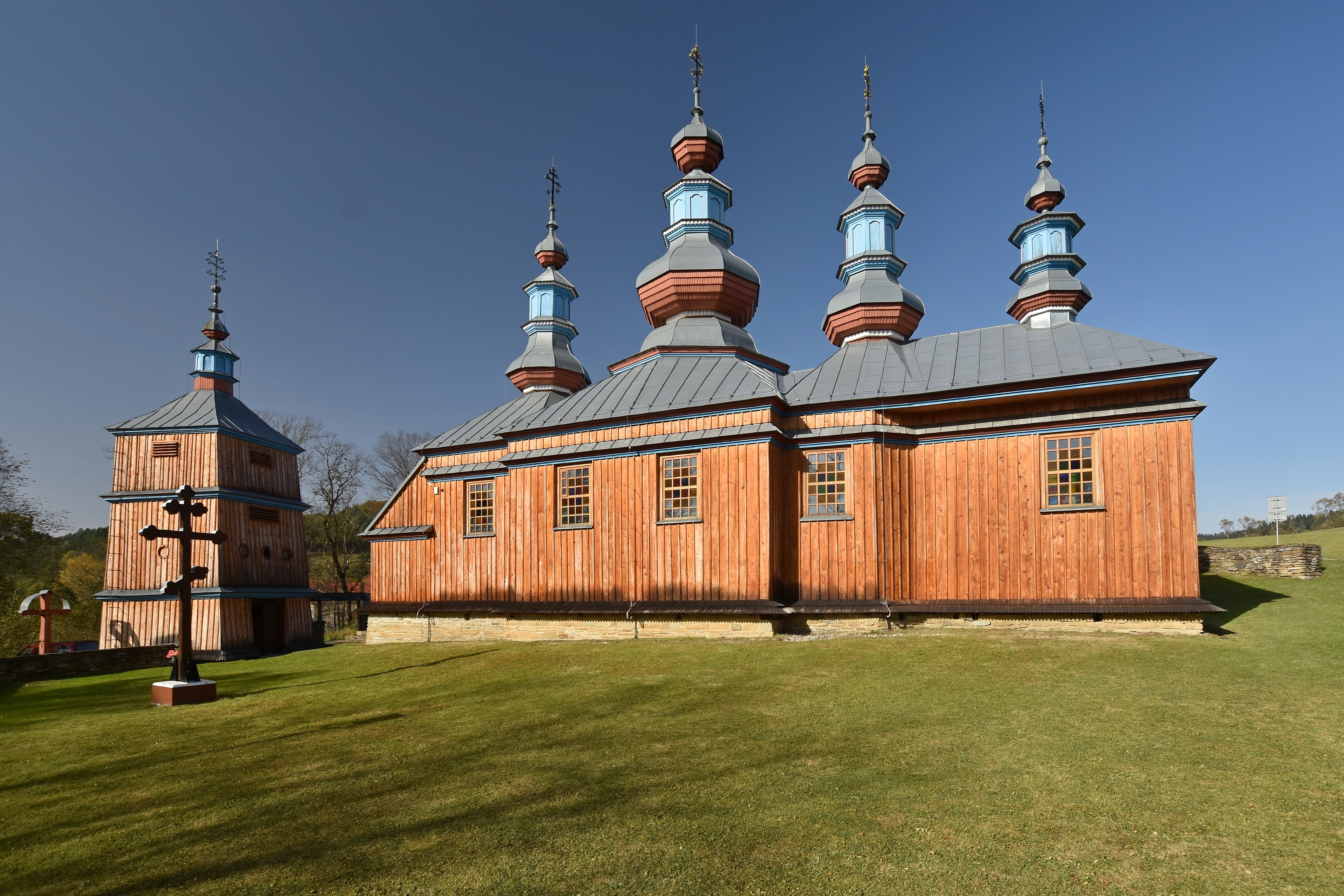
Odbudowana cerkiew prawosławna
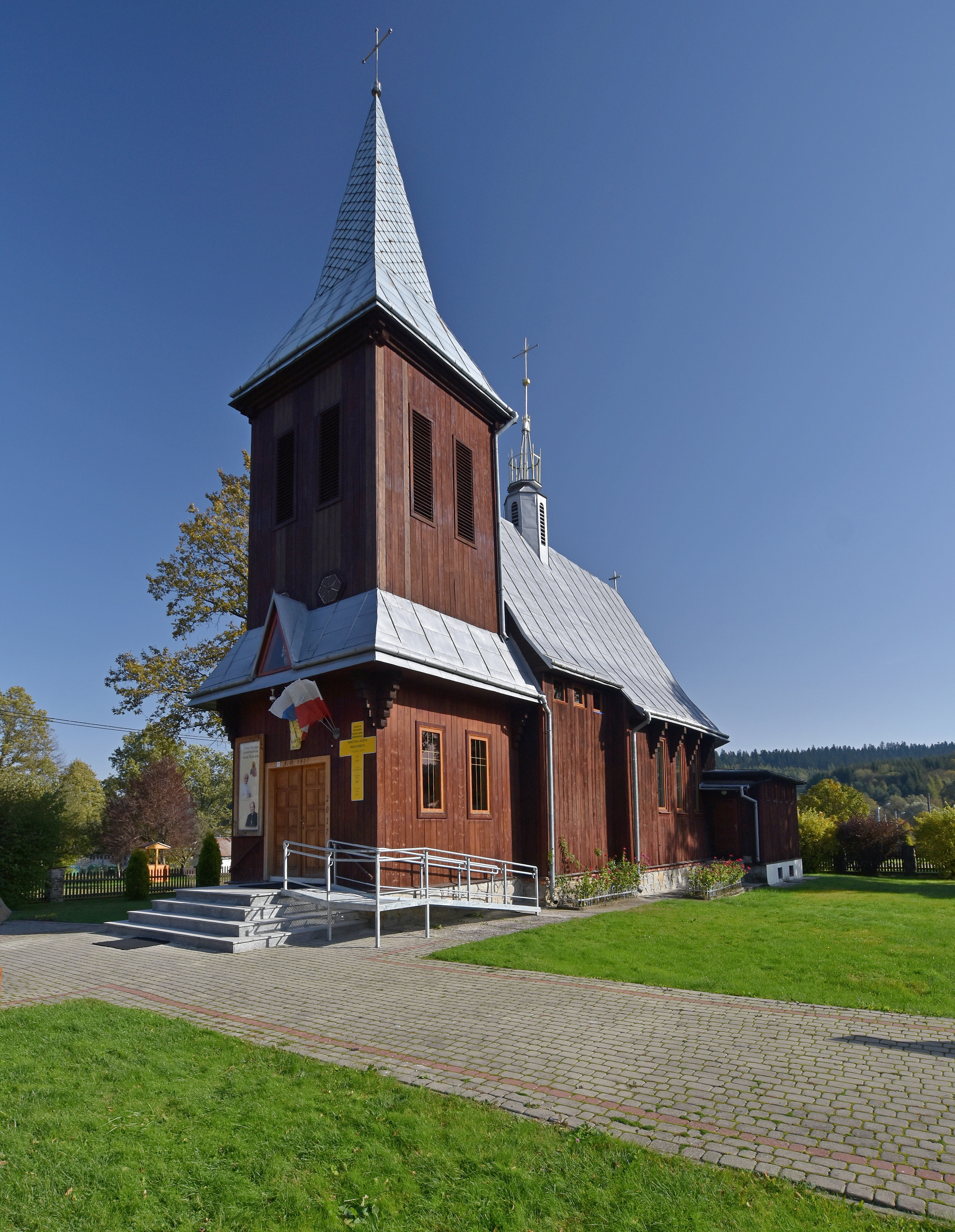
Kościół św. Józefa
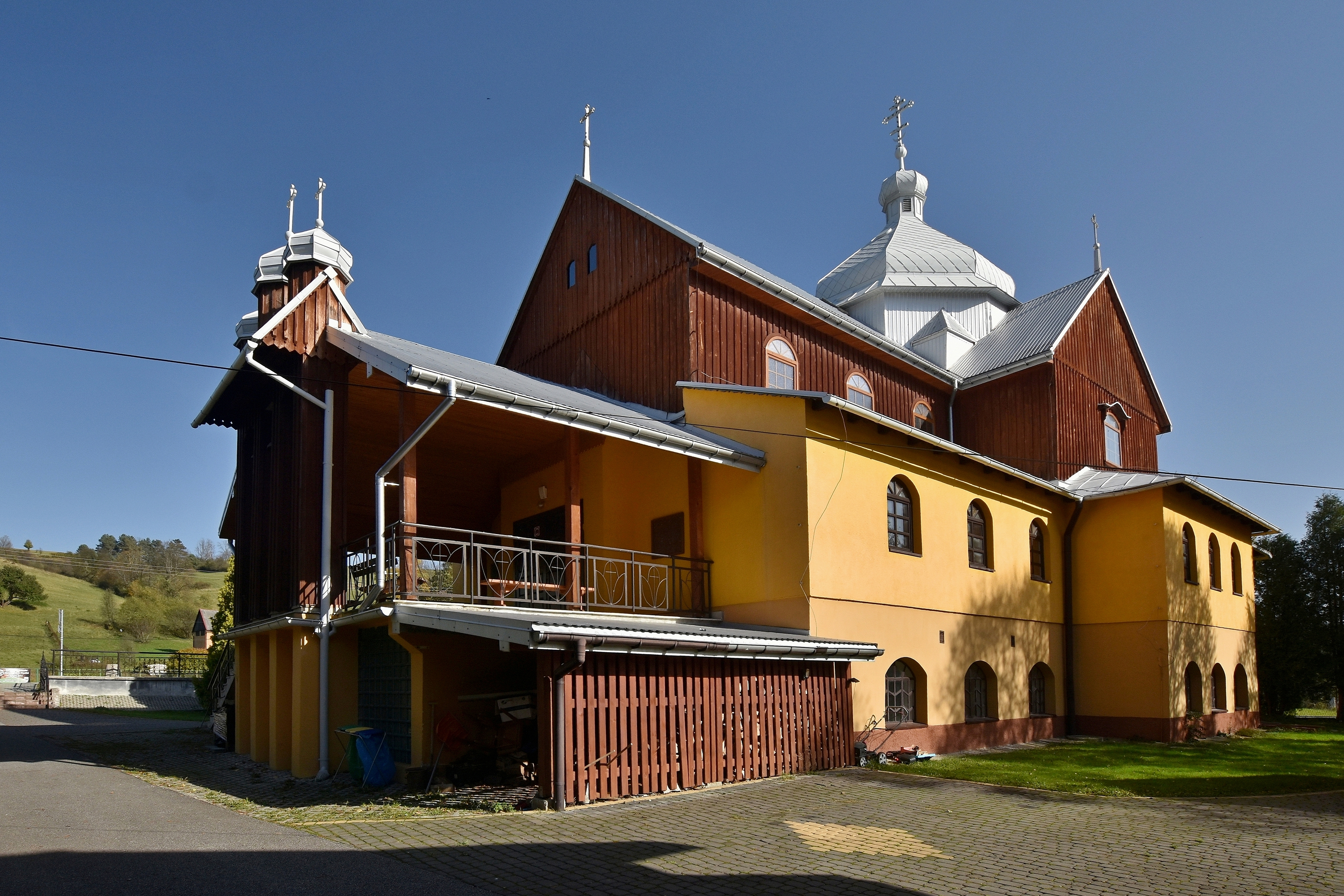
Cerkiew greckokatolicka

## Wspólnoty wyznaniowe
Na terenie Komańczy działalność religijną prowadzą następujące Kościoły i związki wyznaniowe:
- Polski Autokefaliczny Kościół Prawosławny:
  - cerkiew pod wezwaniem Opieki Matki Bożej (parafialna)
- Kościół greckokatolicki:
  - cerkiew greckokatolicka (po II wojnie światowej wyznawcy kościoła greckokatolickiego mieli odprawiane swoje nabożeństwa w kościele rzymskokatolickim, gdyż ich wyznanie było zakazane, a ich cerkiew władze przekazali parafii nielicznej tam ludności prawosławnej). Nowa cerkiew greckokatolicka została wybudowana drogą obejścia zakazu władz w latach 1985–1988. Sporo parafian kościoła prawosławnego to dawni członkowie kościoła greckokatolickiego.
- Kościół rzymskokatolicki:
  - kościół rzymskokatolicki św. Józefa w Komańczy został zbudowany w 1927, podczas wojny spłonął, po wojnie wybudowano nowy, drewniany kościół. Częściowo do jego budowy użyto drewna z rozbieranych po wojnie cerkwi greckokatolickich.[potrzebny przypis]
  - kaplica w klasztorze sióstr nazaretanek.
- Świadkowie Jehowy:
  - zbór Komańcza (Sala Królestwa Komańcza 79 lok. 1)[20].

Do 1939 Żydzi z Komańczy należeli do kahału w Bukowsku, we wrześniu 1942 zostali wywiezieni do obozu koncentracyjnego w Zasławiu i tam straceni.
Na terenie miejscowości niektóre uroczystości religijne są organizowane wspólnie przez katolików i grekokatolików, np. procesja Bożego Ciała rokrocznie ma swój początek w kościele rzymskokatolickim, aby zakończyć się w cerkwi greckokatolickiej, przy czynnym współudziale nie tylko wyznawców, ale i ich duchownych.
Metryki
- unickie
  - Liber natorum (Ksiega urodzonych) 1784–1858, 1858–1891
  - Liber copulatorum (Ksiega ślubów) 1784–1879, 1776–1886, 1784–1851
  - Liber mortuorum (Ksiega zgonów)1784–1851, 1784–1909, 1900–1911, 1921–1922
- rzymskokatolickie
  - Liber natorum, copulatorum et mortuorum (Ksiega urodzeń, ślubów i zgonów) 1784–1947

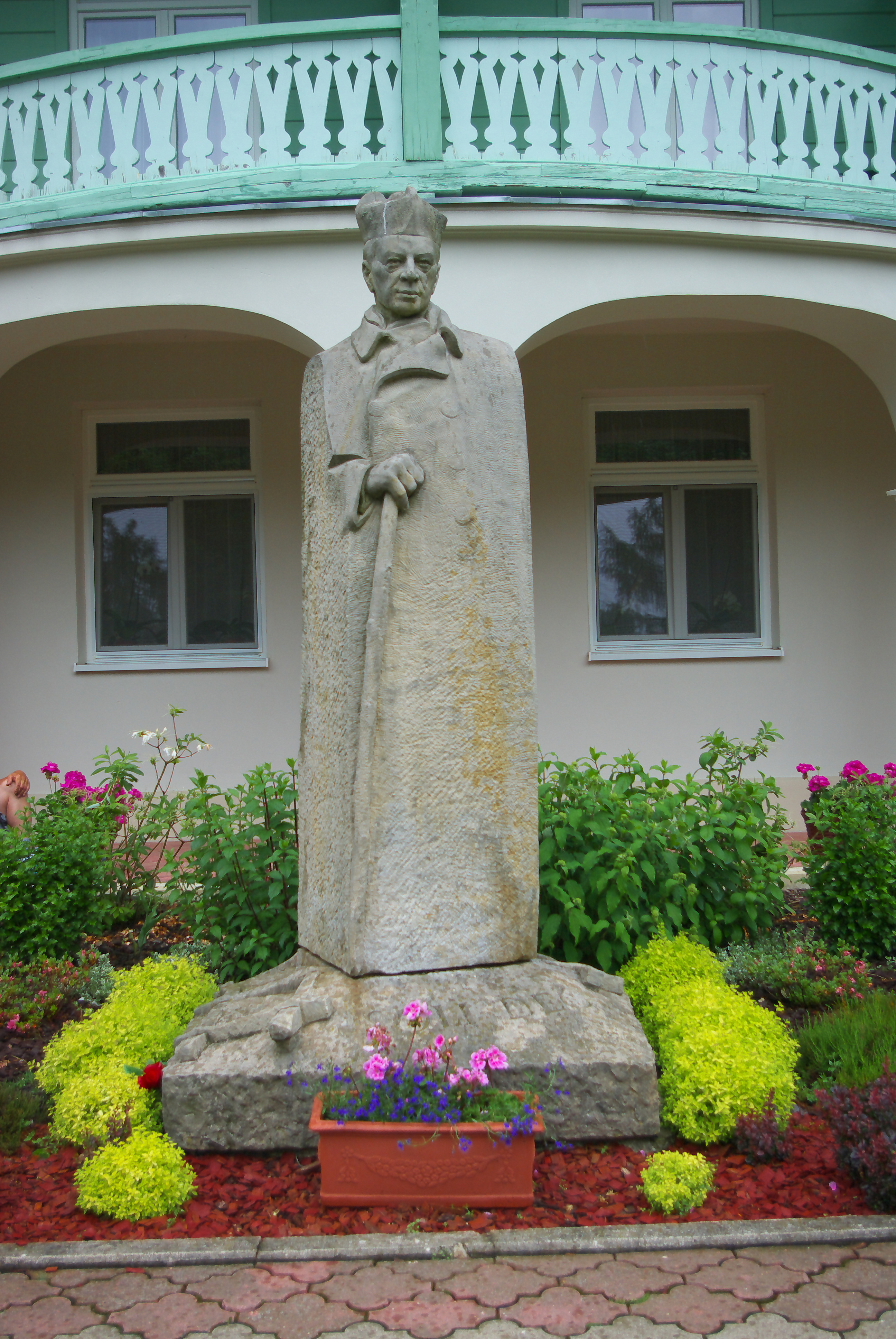
Pomnik Stefana Wyszyńskiego przy klasztorze
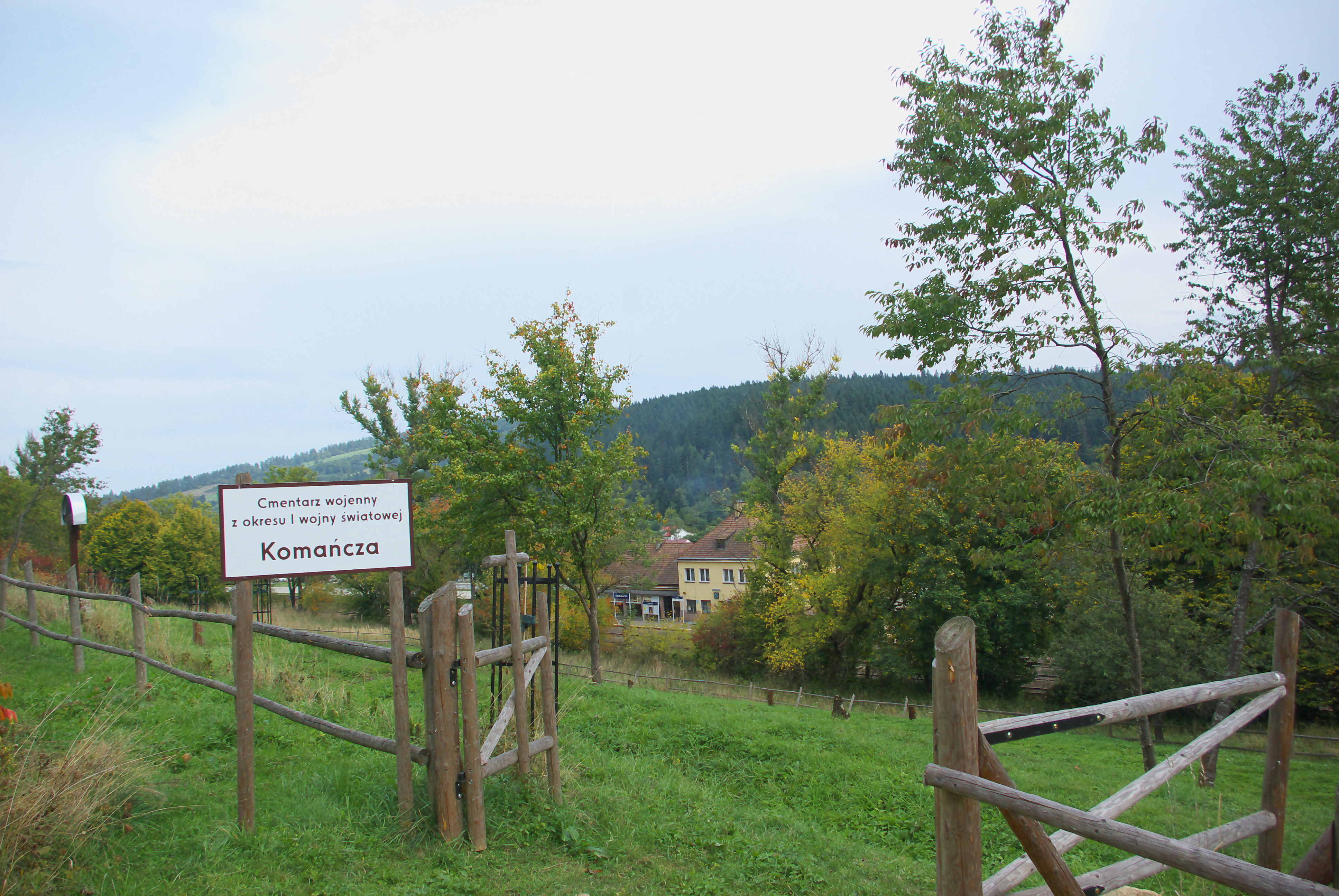
Cmentarz wojenny
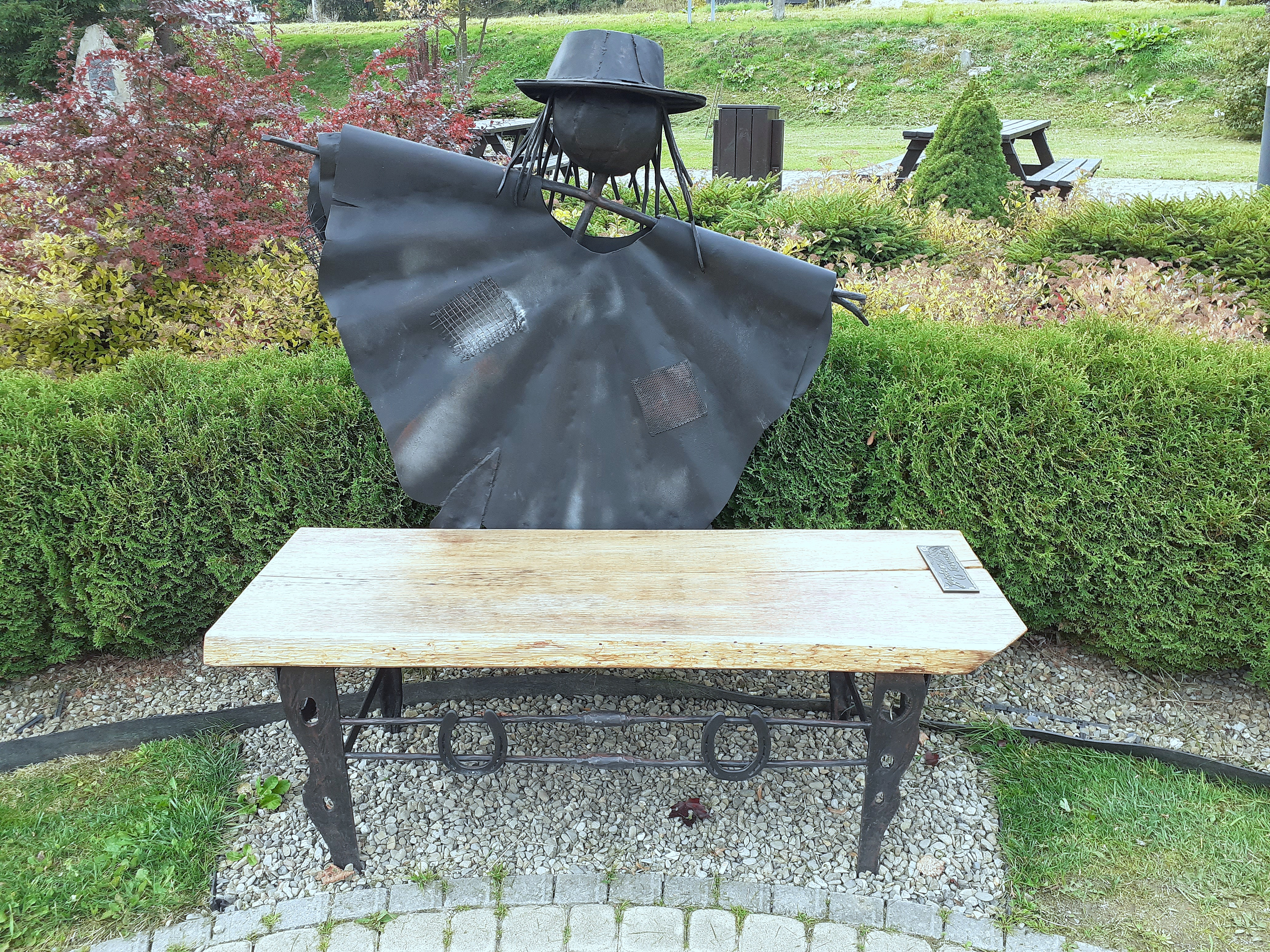
Ławeczka Jędrka Połoniny

## Upamiętnienie
1 września 1974 w Komańczy został odsłonięty pomnik ofiar UPA.

## Turystyka
We wsi znajdują się dwie większe bazy noclegowe:
- Schronisko PTTK (dawniej Podkowiata),
- bacówka Stowarzyszenia Animatorów Ruchu Folkowego, w którym odbywały się w ostatnich latach spotkania polskiej Rodziny Tęczy.
- Pod Kominkiem – restauracja istniejąca od 1968, w 2006 zmodernizowana – dobudowano miejsca hotelowe. W pobliżu restauracji zginął bieszczadzki artysta-rzeźbiarz Jędrek Połonina.
- Od 1995 w Komańczy na początku sierpnia odbywają się Spotkania Przygraniczne Polski i Słowacji Komańcza-Medzilaborce. Festynowi towarzyszą występy zespołów folklorystycznych i popowych z Polski i Słowacji. W ramach spotkań organizowane były zawody sportowo-pożarnicze przy udziale lokalnych jednostek Ochotniczych Straży Pożarnych znajdujących się zarówno po stronie polskiej, jak i słowackiej.

Szlaki piesze
 Tokarnia (778 m n.p.m.) – Przybyszów – Kamień (717 m n.p.m.) – Komańcza – Prełuki – Duszatyn – Jeziorka Duszatyńskie – Chryszczata (997 m n.p.m.) (Główny Szlak Beskidzki)
 Komańcza – Dołżyca – Garb Średni (822 m n.p.m.) – Kanasiówka (823 m n.p.m.) – Moszczaniec
 Szlak śladami dobrego wojaka Szwejka